# Notre Géorgie - Démocrates libres
Pour les articles homonymes, voir Démocrates libres.

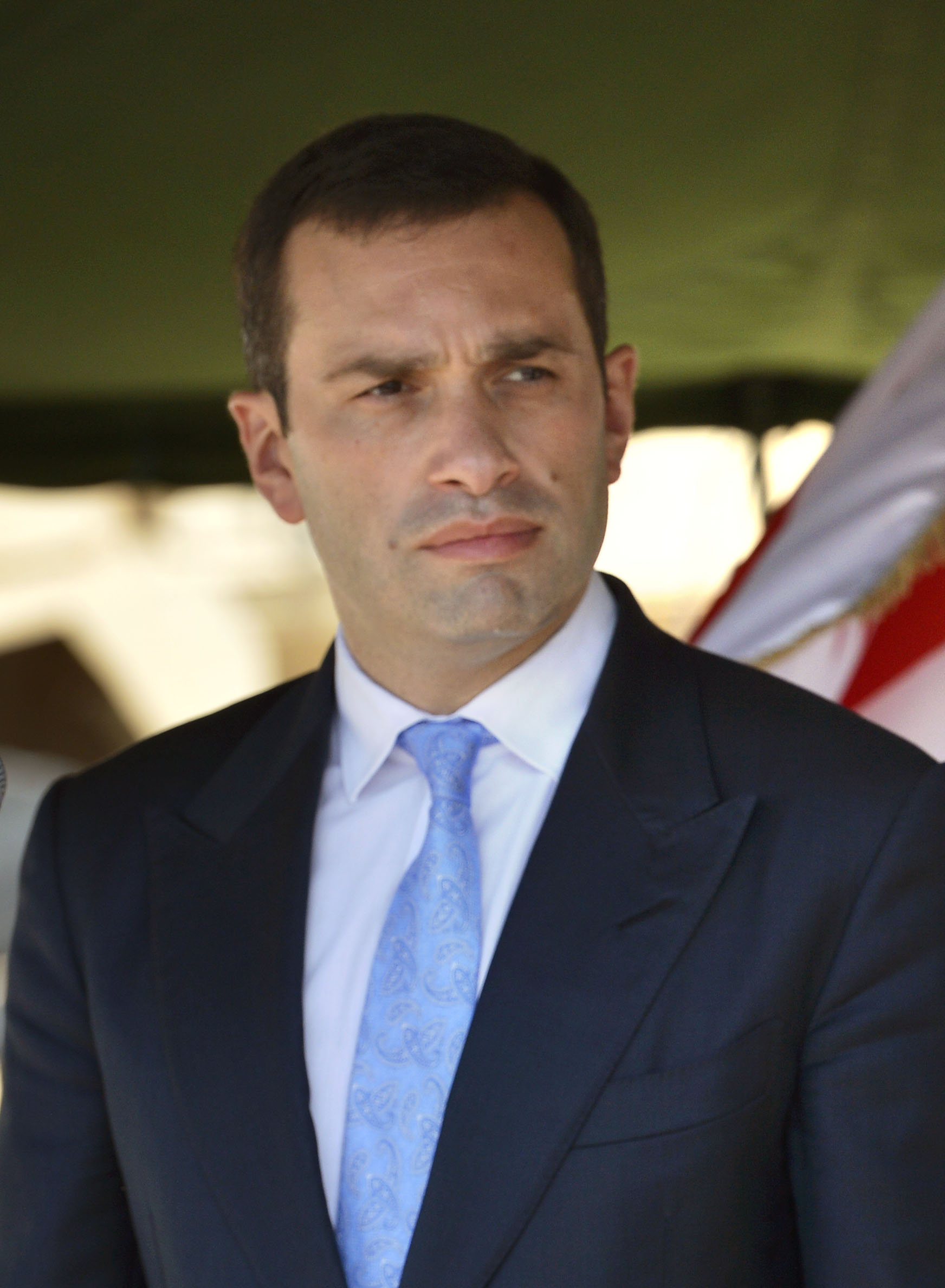
Irakli Alassania, fondateur du parti Notre Géorgie - Démocrates libres

Notre Géorgie – Démocrates libres (en géorgien : ჩვენი საქართველო - თავისუფალი დემოკრატები) est un parti politique géorgien fondé en 2009.

## Histoire
Il est fondé le 16 juillet 2009 par Irakli Alassania et est membre de l'Alliance des démocrates et des libéraux pour l'Europe. 
Le parti était dans l'opposition au gouvernement de Mikheil Saakachvili et a fait ensuite partie, de 2012 à 2014, de la coalition Rêve géorgien formée par Bidzina Ivanichvili, majoritaire au Parlement. 
À la suite du différend politique entre son chef de file, Irakli Alassania, et le Premier ministre de l'époque, Irakli Garibachvili, ses députés se retirent de la coalition et passent dans l'opposition. 

## Représentation parlementaire
Après les élections législatives géorgiennes de 2012 et différents reclassements politiques, le parti Notre Géorgie - Démocrates libres comptait en fin de mandat 8 députés (sur 150 au total).
Le 8 octobre 2016, lors des élections législatives, il recueille 4,13 % des voix exprimées au scrutin proportionnel plurinominal et ne sera pas représenté au Parlement par ce canal (n'atteignant pas le seuil des 5 %). Par contre au scrutin majoritaire uninominal, Irakli Alassania se qualifie pour le 2e tour avec 19,38 % des voix : il annonce quelques heures plus tard qu'il se retire temporairement de la vie politique. 